# Afghaanse voetbalbond
De Afghaanse voetbalbond of Afghanistan Football Federation (AFF) is de voetbalbond van Afghanistan. De voetbalbond werd opgericht in 1933 en is sinds 1954 lid van de Aziatisch voetbalbond (AFC). Tussen 2005 en 2015 was lid van de Zuid-Aziatische voetbalbond (SAFF) en vanaf 2015 van de Centraal-Aziatische voetbalbond (CAFA). In 1948 werd de bond lid van de FIFA.
De voetbalbond is verantwoordelijk voor het Afghaans voetbalelftal. In 2013 won het de FIFA’s Fair Play Award, een prijs die werd toegekend vanwege het harde werk van de bond om te midden van oorlog en geweld toch het voetbal te ontwikkelen. Het voetbal was tevens beschikbaar geworden voor een breder publiek, waaronder ook voor vrouwen.

## President
In oktober 2021 was de president Mohammad Yosuf Kargar.